# Лінецький Віталій Борисович
Віта́лій Бори́сович Ліне́цький (22 жовтня 1971, Івано-Франківськ, УРСР — 16 липня 2014, Київ, Україна) — український актор театру і кіно, Заслужений артист України, двічі лауреат професійної театральної премії «Київська пектораль»: у номінації «Найкраще виконання чоловічої ролі» за роль у виставі «Трохи вина…або 70 обертів» і у тій ж номінації за роль Єгора Петровича Войницького у виставі «26 кімнат» (2006).

## Життєпис
Віталій Лінецький народився 22 жовтня 1971 року в Івано-Франківську. Закінчив Київський національний університет театру, кіно і телебачення імені Івана Карпенка-Карого. Працював актором в Івано-Франківському музично-драматичному театрі імені Івана Франка та в Київському театрі юного глядача.
З 1995 року — актор Київського академічного театру драми і комедії на лівому березі Дніпра.
З 2000 року часто знімався в кіно.

Могила Віталія Лінецького на Берковецькому кладовищі.

Трагічно помер на 43-му році життя. Директор «Театру на лівому березі» Олександр Ганноченко розповів, що актор впав і розбив голову, цю ж версію підтвердив журналіст Максим Равреба. 21 липня 2014 року в останню путь актора провели у Києві в Театрі драми і комедії на Лівому березі, якому Віталій Лінецький присвятив 20 років свого життя. Віддати останню шану митцеві прийшли колеги, знайомі та глядачі. Похований на Берковецькому кладовищі.

## Фільмографія

### Повнометражні фільми
1. 1991 — Мина Мазайло
2. 2000 — Життя як цирк — «Красунчик»
3. 2000 — День народження Буржуя (серіал) — Олег Пожарський
4. 2001 — День народження Буржуя 2 (серіал) — Олег Пожарський
5. 2001 — Слід перевертня (серіал)
6. 2000 — Вечори на хуторі поблизу Диканьки
7. 2002 — Золота лихоманка
8. 2002 — Попелюшка
9. 2003 — Божевільний день, або Весілля Фігаро — Базиль
10. 2004 — Кавоман
11. 2003 Золотая ліхоманка
12. 2004 — Путівник
13. 2005 — Жіноча інтуїція 2
14. 2005 — Другий фронт
15. 2005 — Подруга особливого призначення (серіал)
16. 2005 — Украдене щастя
17. 2005 — Весілля Барбі (серіал)
18. 2006 — Хеппі Піпл
19. 2007 — Люблю тебе до смерті
20. 2007 — Позаземний
21. 2007 — Куратор (серіал)
22. 2007 — Якщо ти мене чуєш
23. 2007 — Презумпція вини
24. 2007 — Жага екстриму
25. 2007 — Вбити змія (серіал)
26. 2008 — Ілюзія страху
27. 2008 — Загін (серіал)
28. 2008 — Альпініст
29. 2008 — Кастинг
30. 2008 — Геній пустого місця
31. 2008 — Абонент тимчасово недоступний (серіал)
32. 2009 — Червона шапочка
33. 2009 — Розлучниця (серіал)
34. 2009 — Чорта з два
35. 2009 — Третього не дано (серіал)
36. 2011 — Delirium
37. 2011 — ТойХтоПройшовКрізьВогонь — Степан Шуліка
38. 2012 — Одвічне повернення
39. 2013 — Звичайна справа
40. 2014 — Толока (почав зніматися в фільмі)[1]
41. 2015 — Гніздо горлиці
42. 2015 — Незламна

### Музичне відео
1. 1997 — Кліп «Шейк, Шей, Шей» (гурт «Табула Раса») — сумний клоун[3]

## Ролі в театрі
На театральній сцені зіграв у більш ніж сорока постановках:
Учбовий театр Київського національного університет театру, кіно і телебачення ім. І. Карпенка-Карого (1988 — 1992)
- «Сватання на Гончарівці» за однойменною п'єсою Григорія Квітки-Основ'яненка; реж. ??? — Стецько
- «Сильне почуття» за Ільфом і Петровим; реж. ??? — Мархоцький

Івано-Франківський обласний музично-драматичний театр імені Івана Франка (1992 — 1993)
- «Наймичка» за однойменною п'єсою Івана Карпенка-Карого; реж. Анатолій Канцедайло — Пилип, молодий москаль
- (введення) 1992 — «Титарівна»; реж. ??? — Серденята
- (введення) 1992 — «Дружба»; реж. ??? — Другий Тарган
- (введення) 1992 — «Відьми»; реж. ??? — Микола
- «Господиня заїзду» Карла Ґольдоні; реж. Володимир Оглоблін — Слуга графа
- «Всі миші люблять сир» за мотивами одноїменної казки Дюли Урбана[hu]; реж. Олександр Добряк — Мартон

Київський академічний театр юного глядача на Липках (1993 — 1995)
- 1993 — «Коломбіна, П ‘єро, Арлекін» С. Лелюх за мотивами французької казки; реж. А. Крітенко-Гайовий — Арлекін
- 1994 — «Розенкранц і Гільденстерн…» за п'єсою «Розенкранц і Гільденстерн мертві» Тома Стоппарда; реж. Андрій Кляпньов — Альфред
- 1994 — «Ша-ша-ша-ша-ша» Жана Летраза; реж. Віктор Гирич — Жак
- 1994 — «Лускунчик» за казкою Ернста Теодора Амадея Гофмана; реж. Вахтанг Чхаїдзе — Дроссельмеєр
- 1994 — «Неймовірний ілюзіон Ерні» Алана Ейкборна; реж. Станіслав Мойсеєв — Ерні
- 1995 — «Остання зупинка» Еріха Марії Ремарка; реж. Володимир Судьїн — російський солдат
- «Різдвяна ніч»

Київський академічний театр драми і комедії на лівому березі Дніпра (1995 — 2014)
- 1993 (введений з 1996-го) — «Чарівниця» Івана Карпенка-Карого; реж. Дмитро Богомазов — Дем'ян
- 1995 — «Нездоланий меч Гайан» за мотивами казки «Місто майстрів» Тамари Габбе; реж. Семен Горов — Мушерон Молодший
- 1995 — «Дванадцята ніч, або Як собі хочете» за п'єсою Вільяма Шекспіра; реж. Дмитро Богомазов — Фесте, блазень Олівії / Смерть
- 1996 — «Трохи вина…або 70 обертів» Луїджі Піранделлореж. Дмитро Богомазов — сеньор Адріан Мейс
- 1997 — «Кручений біс» Федора Сологуба; реж. Юрій Одинокий — Володін
- 1998 — «Венеціанський мавр („Отелло“)» Вільяма Шекспіра; реж. Юрій Одинокий — Яго
- 1999 — «Так закінчилось літо» за романом «Люсі Краун» Ірвіна Шоу — Джеф
- 2000 — «Смерть Тарєлкіна» Олександра Сухово-Кобиліна; реж. Дмитро Богомазов — Расплюєв
- 2001 — «Хто боїться?..» за п'єсою «Хто боїться Вірджинії Вульф?» Едварда Олбі; реж. Олег Ліпцин — Нік
- 2003 — «Море… Ніч… Свічки…» за п'єсою «Це велике море» Йосефа Бар-Йосефа; реж. Едуард Митницький — Ноах Грінвальд
- 2006 — «26 кімнат» за п'єсою «Лєший» Антона Чехова; реж. Едуард Митницький — Єгор Петрович Войницький
- 2006 — «Голубчики мої!…» за Федором Достоєвським та Олександром Володіним; реж. Юрій Погребнічко — Кірілашвілі / Свидригайлов

Київський театр «Вільна сцена»
- 2002 — «Морфій» за ранніми творами Михайла Булгакова та збіркою віршів «Звуки» художника-футуриста Василя Кандинського; реж. Дмитро Богомазов — професор Поляков
- 2004 — «Роберто Зукко» Бернар-Марі Кольтеса; реж. Дмитро Богомазов — Роберто Зукко

Різні театри
- 1993 — «Nascentes» (Ті, що народжуються); реж. Микола Шкарабан — Син (Театр-студія «Будьмо»)
- 1998 — «Європа може зачекати!» за п'єсою «Склянка води» Ежена Скріба; реж. Віталій Кіно — Артур Мешем (Центр мистецтв «Новий український театр»)
- 2006 — «Нотатки божевільного» за повістю Миколи Гоголя — Аксентій Іванович Поприщин (Центр театрального мистецтва ім. Леся Курбаса)
- «Три сестры /Я вас не помню собственно…/» за п'сою Антона Чехова; реж. Юрій Погребнічко — Олександр Гнатович Вершинін (Московский театр «Около дома Станиславского»)

## Нагороди
- 2009 — Премія «Телетріумф» у номінації «Актор, акторка телевізійного фільму/серіалу»